# Reprezentacja Nowej Zelandii U-23 w piłce nożnej mężczyzn
Reprezentacja Nowej Zelandii U-23 w piłce nożnej – olimpijska reprezentacja Nowej Zelandii, reprezentująca kraj podczas imprez międzynarodowych.

## Występy podczas Igrzysk Olimpijskich
- 2008 - faza grupowa
- 2012 - faza grupowa